# 鄯州之战
鄯州之战，1035年至1036年西夏君主（西平王）元昊率军进攻吐蕃唃厮啰国鄯州（治青唐，今青海省西宁市）之战。
吐蕃与西夏长期对抗。1035年（北宋景祐二年、西夏广运二年），元昊派令公苏奴儿率军二万五千进攻唃厮啰国。在牦牛城（今青海西宁北）下交战，夏败，吐蕃俘获苏奴儿。元昊亲征，再攻牦牛城一月，没有攻下，于是派人假称讲和，暗中派军诈开城门，入城杀掠。元昊率兵进攻吐蕃安儿城（今青海西宁东）、宗哥城（今青海西宁东南）、带星岭（今青海西宁西北），围攻鄯州。唃厮啰派将安子罗率十万大军截断夏军归路，战争持续了二百多天，安子罗战败。夏軍粮尽退兵到宗哥河（今青海西宁东湟水支流南川河），渡河时安子罗决水冲击夏军，夏军溺死饿死超过一半。元昊随后第三次率军亲征鄯州，抵达河湟（今青海西宁东黄河、湟水流域）。唃厮啰于是坚壁不战，等待夏军兵疲。夏军渡宗哥河时，在浅水处插旗标示渡河路线。唃厮啰暗中派人将旗帜移动到深水处。唃厮啰率精骑攻击夏军，夏军退到标示之处渡河，士兵十之八九溺死。唃厮啰保卫了吐蕃的河湟。熙州（今甘肃临洮）、岷州（今甘肃岷县）、洮州（今甘肃临潭）等十余州吐蕃部落归顺唃厮啰国。